# De Havilland Canada DHC-5 Buffalo
De Havilland Canada DHC-5 Buffalo є легкий транспортний літак короткого зльоту і посадки, оснащений турбопропелерними двигунами. Розроблений на базі поршневого DHC-4 Caribou. Повітряне судно має відмінні
характеристики для коротких злітно-посадкових операцій.

## Розробка

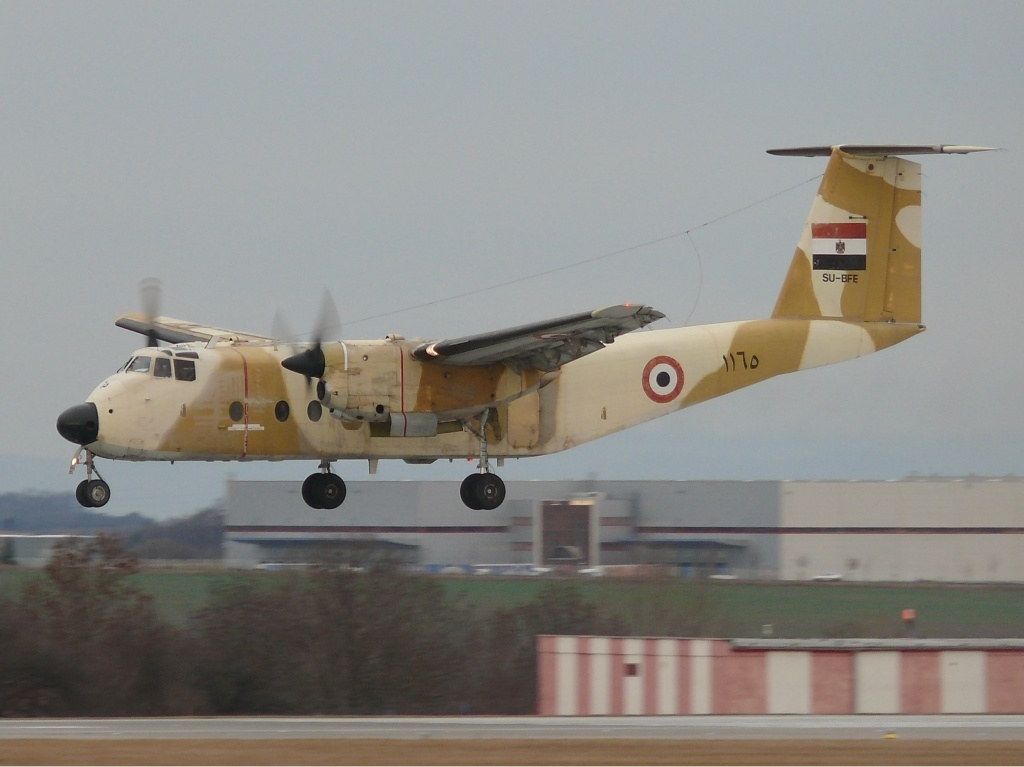
«Буффало» DHC-5D Єгипетських ВПС

«Бізон» (від англ. Buffalo) повстав завдяки замовленню Армії США на короткозлітний транспортник із корисним завантаженням аналогічному гелікоптеру CH-47A Chinook. De Havilland Canada для виконання замовлення взяла за основу збільшену версію свого DHC-4 Caribou, що вже перебував у широкомасштабній експлуатації Армією США, але із турбопропелерними двигунами General Electric T64 взамін поршневих Pratt & Whitney R-2000 від Caribou. (Станом на 22 вересня 1961 р. така ремоторизована версія вже була випробувана).

### Експериментальне використання
В ранніх 70-х C-8A Buffalo (з псевдо Бізончик у 1976) від NASA був обладнаний короткими крильми від Boeing разом з турбовентиляторними двигунами змішаного режиму роботи (анг. split-flow, який забезпечував як рушійну силу, так і нагнітач потоку для збільшення підйомної сили) на основі Rolls-Royce Spey. Починаючи з 1972, коли відбувся перший політ в цій конфігурації, цей апарат спільно використовувався NASA Ames Research Center та департаментом інфраструктури Канади для розробки короткозлітних літаків.

## Експлуатація

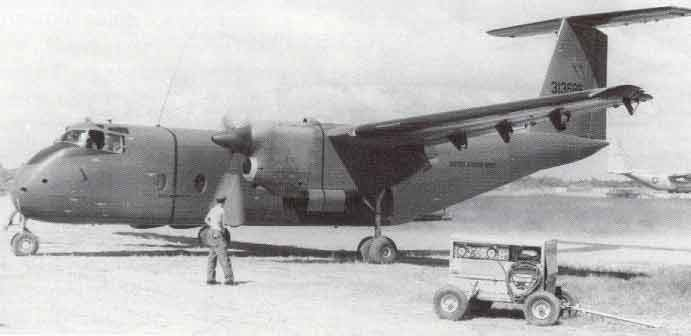
CV-7A Армії США на авіабазі Bien Hoa, В'єтнам, листопад 1965 р.

В кінці 1965 один з прототипів DHC-5s Армії США був дислокований на базі Bien Hoa у південному В'єтнамі для тримісячного випробувального періоду, приписаний до 2-го авіавзводу 92 авіароти.
Королівські ВПС Канади спочатку замовили 15 DHC-5A в специфікації CC-115 для таксичних транспортних операцій. Вони первинно використовувались у CFB St Hubert, QC 429-ю ескадрою в цілях тактичної авіації Аеромобільного командування. В 1970 р. «Бізони» конвертували у транспортно-рятувальний борт при 442, 413 та 424-х ескадрах як частина Транспортного командування. 426 ескадра використовувала борт для тренувальних польотів.

## Специфікації (DHC-5D)
Джерело Jane's All The World's Aircraft 1982–83.
Основні характеристики
- Екіпаж: Три (пілот, помічник пілота та командир корабля)
- Пасажири: 41 військовослужбовець чи 24 ліжкомісцяnbsp eachnbsp each

Льотні характеристики
- Максимальна швидкість: 290 миль/год (467 км/год)
- Крейсерська швидкість: 143 миль/год (230 км/год)
- Дальність польоту: 600 миль (1112 км)
- Практична стеля: 31000 фт (9450 м)
- Швидкопідйомність: 2330 фт/хв (11,8 м/с)